# Sabrina the Teenage Witch (stripserie)
Sabrina the Teenage Witch is een stripreeks gepubliceerd door Archie Comics. De strip draait om de belevenissen van een tienermeisje genaamd Sabrina Spellman, die op haar 16e ontdekt dat ze een heks is. De strip werd bedacht door schrijver George Gladir en tekenaar Dan DeCarlo.
De strip is meerdere malen bewerkt voor film en televisie, waaronder een live-action comedyserie op Nickelodeon. Ook zijn er een reeks paperbackromans uitgegeven gebaseerd op de strip. Deze zijn geschreven door verschillende auteurs, waaronder Nancy Holder, Diana G. Gallagher, en Mel Odom.

## Verhaal
De serie draait om Sabrina, het kind van een tovenaar en een menselijke vrouw (in de tovenaarswereld “stervelingen” genaamd, omdat ze veel korter leven dan tovenaars en heksen). Ondanks dat ze half-sterveling is, beschikt Sabrina wel over magische krachten. Deze beginnen zich te ontplooien vanaf haar 16e verjaardag.
Sabrina woont bij haar tantes Hilda en Zelda, die beiden heksen zijn. Ze wonen in de fictieve stad Greendale. Ze hebben een huiskat genaamd Salem Saberhagen, die in werkelijkheid een tovenaar is die in een kat is veranderd als straf voor het feit dat hij de wereld wilde veroveren.
De meeste verhalen draaien om Sabrina die haar krachten in het geheim probeert te gebruiken om anderen te helpen (heksen mogen stervelingen doorgaans niet vertellen over hun magische krachten). Ze leert dankzij haar krachten en enkele uitstapjes naar de magische wereld (in de strips aangeduid als “het andere rijk”) meer over haar leven als heks.
Sabrina is verliefd op de sterveling Harvey Kinkle, die net als de andere stervelingen in de serie niets weet over het feit dat Sabrina een heks is.

## Publicatie
Het personage Sabrina maakte haar debuut in 1962, in deel 22 van de stripserie Archie's Mad House. Aanvankelijk was het de bedoeling dat ze maar eenmaal in een verhaal zou optreden, maar lezers waren zo positief over haar dat Archie besloot meerdere verhalen over haar te schrijven.
Na een aantal gastoptredens in Archie's Mad House werd Sabrina in 1969 een vast personage in de stripserie Archie's TV Laugh-Out. Deze strip werd gepubliceerd tot 1985. In 1971 kreeg Sabrina haar eerste eigen stripreeks: Sabrina The Teenage Witch. Deze serie liep tot 1983, en bestond in totaal uit 77 delen.
Begin 2000 verscheen een tweede stripserie over Sabrina. In 2004, beginnend met deel 58, werd de strip overgenomen door Tania del Rio, die een meer op manga gebaseerde tekenstijl gebruikte. De strip kreeg vanaf dit punt ook nieuwe personages, langere verhaallijnen, en een serieuzere plot. De manga-Sabrina stopte met deel 100 in 2009.

## In andere media
- In 1996 werd de strip verfilmd tot de televisiefilm Sabrina the Teenage Witch. Melissa Joan Hart speelde hierin de rol van Sabrina.
- De film diende als basis voor de sitcom Sabrina, the Teenage Witch, welke zeven seizoenen liep. Ook hierin werd de rol van Sabrina vertolkt door Melissa Joan Hart. De serie bracht zelf nog twee televisiefilms voort.
- In 1999 werd de strip verwerkt tot een animatieserie: Sabrina, the Animated Series. Deze serie liep 1 seizoen van 65 afleveringen. De serie kreeg een spin-off in de vorm van de film Sabrina: Friends Forever, en de serie Sabrina's Secret Life.
- Op 26 oktober 2018 werd (in Nederland) op en door Netflix een nieuwe serie over Sabrina the Teenage Witch begonnen, genaamd Chilling Adventures of Sabrina. Kiernan Shipka speelt hierin Sabrina Spellman.